# Titularbistum Auca
Auca ist ein Titularbistum der römisch-katholischen Kirche.
Es geht zurück auf ein untergegangenes Bistum in Spanien, es gehörte zur Kirchenprovinz Tarragona. 
| Titularbischöfe von Auca |                            |                                                                                                   |                   |                   |
| Nr.                      | Name                       | Amt                                                                                               | von               | bis               |
| 1                        | Daniel Llorente y Federico | emeritierter Bischof von Segovia (Spanien)                                                        | 11. Dezember 1969 | 27. Februar 1971  |
| 2                        | Hernando Rojas Ramírez     | Koadjutorbischof von Espinal (Kolumbien)                                                          | 26. April 1972    | 12. Dezember 1974 |
| 3                        | Theodor Hubrich            | Weihbischof in Magdeburg Apostolischer Administrator vom Bischöflichen Amt Schwerin (Deutschland) | 5. Dezember 1975  | 26. März 1992     |
| 4                        | Jorge Mario Bergoglio SJ   | Weihbischof in Buenos Aires (Argentinien)                                                         | 20. Mai 1992      | 3. Juni 1997      |
| 5                        | Mieczysław Cisło           | Weihbischof in Lublin (Polen)                                                                     | 13. Dezember 1997 |                   |